# Malinka nana
Malinka nana är en stekelart som beskrevs av Boucek 1988. Malinka nana ingår som enda art i släktet Malinka och familjen puppglanssteklar.
Artens utbredningsområde är Papua Nya Guinea. Inga underarter finns listade i Catalogue of Life.